# Doggerland

Náčrtek území Doggerlandu během období holocénu

Doggerland byl pás země, který spojoval současné Britské ostrovy s kontinentální Evropou, avšak  v období zhruba 6500–6200 př. n. l. byl zaplaven Severním mořem, jehož hladina stoupla, a tím v podstatě vznikly Britské ostrovy.
Geologické průzkumy ukazují, že se pevninský most táhl od východního pobřeží Británie k pobřeží dnešního Nizozemska, Německa a poloostrova Jutsko (Dánsko). V mezolitu šlo pravděpodobně o značně osídlenou oblast, ale stoupající hladina moře obyvatelstvo postupně vytlačovala. Podle některých teorií byla oblast zaplavena mohutnou vlnou tsunami způsobenou podmořským sesuvem půdy v souvislosti s geologickým útvarem zvaným Storegga.
Archeology byla oblast poprvé zkoumána na počátku 20. století a zájem se zintenzivnil ve 30. letech, kdy zde rybáři vylovili pozůstatky několika vyhynulých suchozemských tvorů, včetně mamutů, a také některé prehistorické nástroje a zbraně. Pojem Doggerland byl odvozen od názvu Doggerská lavice, což je rozsáhlá písčina v mělké oblasti Severního moře asi 100 km od východního pobřeží Anglie.